# Lopare
Lopare är en ort i Bosnien och Hercegovina.   Den ligger i entiteten Republika Srpska, i den nordöstra delen av landet, 100 km norr om huvudstaden Sarajevo. Lopare ligger 231 meter över havet och antalet invånare är 3 614.